# Torneo Clausura 2025 de Segunda División de Costa Rica
El Torneo Clausura 2025 será la edición 97.ª del campeonato de liga de la Segunda División del fútbol costarricense, que concluye la temporada 2024-25.
El equipo del Guadalupe F.C. llega como campeón del Apertura 2024 por lo que se asegura una eventual final y en caso de coronarse monarca en este certamen automáticamente logra su ascenso a la máxima categoría.
Una de las novedades es que el equipo de San Carlos F.C. ya no pertenece a la Asociación Deportiva San Carlos y ya no jugará más en San Carlos, por lo que trasladaron la franquicia al Valle Central y ahora jugarán sus partidos en casa en el Estadio Rafael Bolaños de Alajuela.

## Sistema de competición
El torneo del Liga de Ascenso, está conformado en dos partes:
- Fase de clasificación: Se integra por las 18 jornadas del torneo.
- Fase final: Se integra por los partidos de cuartos de final, semifinal y final.

### Fase de clasificación
En la fase de clasificación se observará el sistema de puntos. La ubicación en la tabla general está sujeta a lo siguiente:
- Por juego ganado se obtendrán tres puntos.
- Por juego empatado se obtendrá un punto.
- Por juego perdido no se otorgan puntos.

En esta fase participan los 18 clubes de la Liga de Ascenso jugando en el torneo 18 jornadas respectivas, a visita recíproca según el grupo que pertenece.
El orden de los clubes al final de la fase de calificación del torneo corresponderá a la suma de los puntos obtenidos por cada uno de ellos y se presentará en forma descendente. Si al finalizar las 18 jornadas del torneo, dos o más clubes estuviesen empatados en puntos, su posición en la tabla general será determinada atendiendo a los siguientes criterios de desempate:
1. Mayor diferencia positiva general de goles. Este resultado se obtiene mediante la sumatoria de los goles anotados a todos los rivales, en cada campeonato menos los goles recibidos de estos.
2. Mayor cantidad de goles a favor, anotados a todos los rivales dentro de la misma competencia.
3. Mejor puntuación particular que hayan conseguido en las confrontaciones particulares entre ellos mismos.
4. Mayor diferencia positiva particular de goles, la cual se obtiene sumando los goles de los equipos empatados y restándole los goles recibidos.
5. Mayor cantidad de goles a favor que hayan conseguido en las confrontaciones entre ellos mismos.
6. Como última alternativa, el comité de competición realizaría un sorteo para el desempate.

### Fase final
Los ocho clubes calificados para esta fase del torneo serán reubicados de acuerdo con el lugar que ocupen en la tabla al término de la jornada 18, con los puestos del número uno hasta el cuatro de cada grupo. Los partidos a esta fase se desarrollarán a visita recíproca, en las siguientes etapas:
- Cuartos de final
- Semifinales
- Final

Los clubes vencedores en los partidos de cuartos de final y semifinal serán aquellos que en los dos juegos anoten el mayor número de goles. El club vencedor de la final y por lo tanto campeón, será aquel que en los dos partidos anote el mayor número de goles. Para todas las series, si al término del tiempo reglamentario el partido está empatado, se agregarán dos tiempos extras de 15 minutos cada uno. De persistir el empate en estos periodos, se procederá a lanzar tiros penales hasta que resulte un vencedor.
Los partidos de cuartos de final se jugarán de la siguiente manera:

## Equipos participantes

### Equipos por provincia
Para la temporada 2024-25, la provincia con más equipos en la Segunda División es Alajuela  con siete.
| Uruguay Carmelita Turrialba Jicaral Consultants Grecia Guadalupe Palmares Sarchí Aserrí Inter de San Carlos San Carlos F.C. Upala F.C Escorpiones Cariari Limón Black Star Quepos PFA Antioquia |

| Provincia  | N.º | Equipos                                                                                    |
| ---------- | --- | ------------------------------------------------------------------------------------------ |
| San José   | 5   | Aserrí, Fútbol Consultants, PFA Antioquia, Guadalupe y Uruguay                             |
| Puntarenas | 2   | Jicaral y Quepos Cambute                                                                   |
| Alajuela   | 7   | Carmelita, COFUTPA, Sarchí, Inter de San Carlos, Grecia, Deportivo Upala y San Carlos F.C. |
| Limón      | 2   | Cariari y Limón Black Star                                                                 |
| Heredia    | 1   | Escorpiones                                                                                |
| Cartago    | 1   | Turrialba                                                                                  |

### Información de los equipos
| Equipo              | Ciudad             | Entrenador         | Fundación      | Estadio                 | Aforo | Transmisión |
| ------------------- | ------------------ | ------------------ | -------------- | ----------------------- | ----- | ----------- |
| Aserrí              | Aserrí             | José Araya         | 1940 (85 años) | Arabelo Fallas          | 1 050 |             |
| AD Sarchí           | Sarchí             | Marc Reixats       | 2021 (4 años)  | Eliécer Pérez           | 2 500 |             |
| Cariari             | Cariari            | Jimmy Núñez        | 1972 (53 años) | Bernardo Veach          | 1 200 |             |
| Carmelita           | Alajuela           | Luís Carlos Mejías | 1948 (76 años) | Rafael Bolaños          | 2 400 |             |
| Cofutpa             | Palmares           | Juan Andrés Moya   | 2012 (13 años) | "Palmareño" Solís       | 4 000 |             |
| Consultants         | Desamparados       | Yunielys Castillo  | 2017 (8 años)  | Ernesto Rohrmoser       | 4 500 |             |
| Deportivo Upala     | Upala              | Geovanny Torres    | 2015 (10 años) | Edgardo Baltodano       | 6 000 |             |
| Escorpiones         | Belén              | Andrés Arias       | 2021 (4 años)  | Polideportivo de Belén  | 1 000 |             |
| Guadalupe           | Guadalupe          | Fernando Palomeque | 2017 (8 años)  | "Coyella" Fonseca       | 4 500 |             |
| Grecia              | Grecia             | Óscar Rojas        | 1998 (26 años) | Ernesto Rohrmoser       | 3 000 |             |
| Inter de San Carlos | Pital (San Carlos) | Douglas Sequeira   | 2021 (4 años)  | Estadio de Pital        | 1 000 |             |
| Jicaral             | Jicaral            | Géiner Segura      | 2007 (18 años) | Asoc. Cívica Jicaraleña | 1 500 |             |
| Limón Black Star    | Limón              | David Navarro      | 2022 (3 años)  | Ebal Rodríguez          | 2 349 |             |
| PFA Antioquia       | Desamparados       | Mauricio Montero   | 2022 (3 años)  | "Palmareño" Solís       | 4 500 |             |
| Quepos Cambute      | Quepos             | Mauricio Moraga    | 1996 (29 años) | Finca Damas             | 1 000 |             |
| San Carlos F.C.     | Alajuela           | Luis Diego Arnáez  | 2024 (1 años)  | Rafael Bolaños          | 2 500 |             |
| Turrialba           | Turrialba          | Enrique Valencia   | 1940 (84 años) | Rafael Camacho          | 4 500 |             |
| Uruguay             | San Isidro         | Randall Azofeifa   | 1936 (89 años) | "Coyella" Fonseca       | 2 500 |             |

## Fase de clasificación

### Tabla de posiciones

#### Grupo A
| Pos. | Equipo                | Pts. | PJ | G  | E | P  | GF | GC | Dif. | Clasificación    |
| ---- | --------------------- | ---- | -- | -- | - | -- | -- | -- | ---- | ---------------- |
| 1    | Inter de San Carlos   | 37   | 16 | 11 | 4 | 1  | 31 | 13 | +18  | Cuartos de final |
| 2    | Jicaral               | 30   | 16 | 8  | 6 | 2  | 35 | 15 | +20  | Cuartos de final |
| 3    | A. D. Sarchí          | 30   | 16 | 9  | 3 | 4  | 28 | 17 | +11  | Cuartos de final |
| 4    | Quepos Cambute        | 27   | 16 | 8  | 3 | 5  | 47 | 30 | +17  | Cuartos de final |
| 5    | Municipal Grecia      | 24   | 16 | 7  | 3 | 6  | 37 | 38 | −1   |                  |
| 6    | Deportivo Upala F. C. | 18   | 16 | 5  | 3 | 8  | 38 | 39 | −1   |                  |
| 7    | A. D. Carmelita       | 17   | 16 | 4  | 5 | 7  | 22 | 30 | −8   |                  |
| 8    | A. D. COFUTPA         | 10   | 16 | 2  | 4 | 10 | 19 | 36 | −17  |                  |
| 9    | San Carlos F.C.       | 6    | 16 | 1  | 3 | 12 | 26 | 65 | −39  | Último lugar     |

Actualizado a los partidos jugados el fecha desconocida.
 Fuente: Liga de Ascenso

#### Grupo B
| Pos. | Equipo                    | Pts. | PJ | G  | E | P  | GF | GC | Dif. | Clasificación    |
| ---- | ------------------------- | ---- | -- | -- | - | -- | -- | -- | ---- | ---------------- |
| 1    | Fútbol Consultants        | 32   | 16 | 10 | 2 | 4  | 32 | 19 | +13  | Cuartos de final |
| 2    | Escorpiones de Belén      | 32   | 16 | 10 | 2 | 4  | 32 | 21 | +11  | Cuartos de final |
| 3    | A. D. Cariari             | 31   | 16 | 10 | 1 | 5  | 23 | 16 | +7   | Cuartos de final |
| 4    | Guadalupe F.C.            | 26   | 16 | 8  | 2 | 6  | 23 | 23 | 0    |                  |
| 5    | Limón Black Star          | 23   | 16 | 7  | 2 | 7  | 23 | 21 | +2   |                  |
| 6    | Aserrí F. C.              | 23   | 16 | 7  | 2 | 7  | 18 | 17 | +1   |                  |
| 7    | C. S. Uruguay de Coronado | 20   | 16 | 6  | 2 | 8  | 30 | 24 | +6   |                  |
| 8    | PFA Antioquia             | 16   | 16 | 4  | 4 | 8  | 20 | 28 | −8   |                  |
| 9    | Municipal Turrialba       | 3    | 16 | 0  | 3 | 13 | 18 | 49 | −31  | Último lugar     |

Actualizado a los partidos jugados el fecha desconocida.
 Fuente: Liga de Ascenso
Notas:
1. ↑  El equipo de Guadalupe F.C. se le castiga con la pérdida de puntos en la jornada 5 por atrasos en los pagos correspondientes de Hacienda y la CCSS.

### Acumulada de la temporada
| Pos. | Equipo                    | Pts. | PJ | G  | E  | P  | GF | GC | Dif. |  |
| ---- | ------------------------- | ---- | -- | -- | -- | -- | -- | -- | ---- |  |
| 1    | Inter de San Carlos       | 71   | 32 | 22 | 5  | 5  | 68 | 32 | +36  |  |
| 2    | Jicaral                   | 65   | 32 | 19 | 8  | 5  | 63 | 30 | +33  |  |
| 3    | Guadalupe F.C.            | 61   | 32 | 19 | 4  | 9  | 58 | 41 | +17  |  |
| 4    | Escorpiones de Belén      | 57   | 32 | 18 | 3  | 11 | 64 | 46 | +18  |  |
| 5    | A. D. Cariari             | 57   | 32 | 17 | 6  | 9  | 50 | 35 | +15  |  |
| 6    | Quepos Cambute            | 54   | 32 | 15 | 9  | 8  | 66 | 46 | +20  |  |
| 7    | A. D. Sarchí              | 53   | 32 | 15 | 8  | 9  | 56 | 35 | +21  |  |
| 8    | C. S. Uruguay de Coronado | 48   | 32 | 14 | 6  | 12 | 53 | 45 | +8   |  |
| 9    | Aserrí F. C.              | 45   | 32 | 13 | 6  | 13 | 31 | 35 | −4   |  |
| 10   | Limón Black Star          | 44   | 32 | 12 | 8  | 12 | 41 | 40 | +1   |  |
| 11   | Fútbol Consultants        | 41   | 32 | 12 | 5  | 15 | 43 | 41 | +2   |  |
| 12   | Municipal Grecia          | 41   | 32 | 11 | 8  | 13 | 56 | 70 | −14  |  |
| 13   | A. D. Carmelita           | 35   | 32 | 8  | 11 | 13 | 46 | 60 | −14  |  |
| 14   | Deportivo Upala F. C.     | 30   | 32 | 7  | 9  | 16 | 60 | 74 | −14  |  |
| 15   | PFA Antioquia             | 29   | 32 | 7  | 8  | 17 | 31 | 53 | −22  |  |
| 16   | A. D. COFUTPA             | 24   | 32 | 4  | 12 | 16 | 44 | 62 | −18  |  |
| 17   | Municipal Turrialba       | 23   | 32 | 5  | 8  | 19 | 40 | 73 | −33  |  |
| 18   | San Carlos F.C.           | 18   | 32 | 4  | 6  | 22 | 39 | 95 | −56  |  |

Actualizado a los partidos jugados el fecha desconocida.
 Fuente: Liga de Ascenso
|  | Torneo de Copa UNAFUT 2025-2026 |
|  | Campeón del Apertura 2024       |
|  | Descenso de categoría.          |

### Evolución de la clasificación
| Jornada                   | 1 | 2 | 3 | 4 | 5 | 6 | 7 | 8 | 9 | 10 | 11 | 12 | 13 | 14 | 15 | 16 | 17 | 18 |
| Equipo                    |   |   |   |   |   |   |   |   |   |    |    |    |    |    |    |    |    |    |
| ------------------------- | - | - | - | - | - | - | - | - | - | -- | -- | -- | -- | -- | -- | -- | -- | -- |
| Grupo A                   |   |   |   |   |   |   |   |   |   |    |    |    |    |    |    |    |    |    |
| Inter de San Carlos       | 2 | 4 | 5 | 4 | 4 | 4 | 4 | 2 | 1 | 2  | 3  | 2  | 1  | 1  | 1  | 1  | 1  | 1  |
| Jicaral                   | 3 | 1 | 2 | 2 | 3 | 2 | 3 | 5 | 5 | 5  | 4  | 4  | 4  | 3  | 3  | 3  | 3  | 2  |
| A. D. Sarchí              | 8 | 5 | 4 | 3 | 2 | 3 | 2 | 1 | 4 | 4  | 2  | 3  | 3  | 2  | 2  | 2  | 2  | 3  |
| Quepos Cambute            | 1 | 2 | 1 | 1 | 1 | 1 | 1 | 3 | 2 | 1  | 1  | 1  | 2  | 4  | 4  | 4  | 4  | 4  |
| Municipal Grecia          | 4 | 3 | 3 | 5 | 5 | 5 | 5 | 4 | 3 | 3  | 5  | 5  | 5  | 5  | 5  | 5  | 5  | 5  |
| Deportivo Upala F.C.      | 5 | 6 | 8 | 8 | 8 | 8 | 8 | 8 | 8 | 8  | 8  | 7  | 7  | 7  | 7  | 7  | 7  | 6  |
| A. D. Carmelita           | 6 | 7 | 6 | 7 | 7 | 7 | 7 | 7 | 7 | 6  | 6  | 6  | 6  | 6  | 6  | 6  | 6  | 7  |
| A. D. COFUTPA             | 7 | 8 | 7 | 6 | 6 | 6 | 6 | 6 | 6 | 7  | 7  | 8  | 8  | 8  | 8  | 8  | 8  | 8  |
| San Carlos F.C.           | 9 | 9 | 9 | 9 | 9 | 9 | 9 | 9 | 9 | 9  | 9  | 9  | 9  | 9  | 9  | 9  | 9  | 9  |
| Grupo B                   |   |   |   |   |   |   |   |   |   |    |    |    |    |    |    |    |    |    |
| Fútbol Consultants        | 1 | 1 | 2 | 1 | 3 | 3 | 4 | 4 | 3 | 4  | 3  | 3  | 4  | 4  | 3  | 3  | 1  | 1  |
| Escorpiones de Belén      | 3 | 2 | 1 | 3 | 2 | 2 | 3 | 2 | 2 | 1  | 1  | 1  | 1  | 1  | 2  | 2  | 3  | 2  |
| A. D. Cariari             | 4 | 4 | 3 | 2 | 1 | 1 | 1 | 1 | 1 | 2  | 2  | 2  | 2  | 2  | 1  | 1  | 2  | 3  |
| Guadalupe F.C             | 9 | 9 | 8 | 8 | 8 | 8 | 7 | 7 | 6 | 5  | 4  | 4  | 3  | 3  | 4  | 4  | 4  | 4  |
| Limón Black Star          | 7 | 7 | 9 | 9 | 9 | 9 | 8 | 8 | 8 | 8  | 7  | 7  | 8  | 6  | 5  | 5  | 5  | 5  |
| Aserrí F. C.              | 2 | 3 | 4 | 6 | 6 | 6 | 5 | 5 | 7 | 7  | 6  | 6  | 7  | 8  | 7  | 7  | 6  | 6  |
| C. S. Uruguay de Coronado | 5 | 6 | 5 | 5 | 5 | 5 | 6 | 6 | 5 | 6  | 8  | 8  | 6  | 5  | 6  | 6  | 7  | 7  |
| PFA Antioquia             | 6 | 5 | 6 | 4 | 4 | 4 | 2 | 3 | 4 | 3  | 5  | 5  | 5  | 7  | 8  | 8  | 8  | 8  |
| Municipal Turrialba       | 8 | 8 | 7 | 7 | 7 | 7 | 9 | 9 | 9 | 9  | 9  | 9  | 9  | 9  | 9  | 9  | 9  | 9  |

## Resultados
- Los horarios corresponden al tiempo de Costa Rica (UTC-6).

| Jornada 1                               | Jornada 1 | Jornada 1            | Jornada 1         | Jornada 1   | Jornada 1 | Jornada 1               | Jornada 1 |
| Local                                   | Resultado | Visitante            | Estadio           | Fecha       | Hora      | Transmisión             |           |
| Grupo A                                 | Grupo A   | Grupo A              | Grupo A           | Grupo A     | Grupo A   | Grupo A                 | Grupo A   |
| --------------------------------------- | --------- | -------------------- | ----------------- | ----------- | --------- | ----------------------- | --------- |
| Inter de San Carlos                     | 3 - 0     | A. D. Sarchí         | Carlos Ugalde     | 18 de enero | 20:00     | TVN Canal 14            |           |
| San Carlos F.C.                         | 2 - 8     | Quepos Cambute       | Rafael Bolaños    | 19 de enero | 14:00     | De Quepos para el Mundo |           |
| A. D. COFUTPA                           | 2 - 5     | Jicaral              | "Palmareño" Solís | 19 de enero | 18:00     |                         |           |
| Municipal Grecia                        | 4 - 2     | A. D. Carmelita      | Ernesto Rohrmoser | 20 de enero | 19:00     |                         |           |
| Equipo libre: Deportivo Upala           |           |                      |                   |             |           |                         |           |
| Grupo B                                 |           |                      |                   |             |           |                         |           |
| Municipal Turrialba                     | 0 - 2     | Aserrí F. C.         | Rafael A. Camacho | 17 de enero | 19:00     |                         |           |
| Guadalupe F.C                           | 0 - 4     | Fútbol Consultants   | "Coyella" Fonseca | 18 de enero | 20:00     |                         |           |
| Limón Black Star                        | 0 - 2     | Escorpiones de Belén | Ebal Rodríguez    | 19 de enero | 14:00     |                         |           |
| A. D. Cariari                           | 1 - 0     | PFA Antioquia        | Bernardo Veach    | 19 de enero | 14:00     |                         |           |
| Equipo libre: C. S. Uruguay de Coronado |           |                      |                   |             |           |                         |           |
| Total de goles:35                       |           |                      |                   |             |           |                         |           |

| Jornada 2                        | Jornada 2 | Jornada 2                 | Jornada 2               | Jornada 2   | Jornada 2 | Jornada 2   | Jornada 2 |
| Local                            | Resultado | Visitante                 | Estadio                 | Fecha       | Hora      | Transmisión |           |
| Grupo A                          | Grupo A   | Grupo A                   | Grupo A                 | Grupo A     | Grupo A   | Grupo A     | Grupo A   |
| -------------------------------- | --------- | ------------------------- | ----------------------- | ----------- | --------- | ----------- | --------- |
| Jicaral                          | 7 - 0     | San Carlos F.C.           | Asoc. Cívica Jicaraleña | 25 de enero | 13:00     |             |           |
| Quepos Cambute                   | 4 - 1     | A. D. Carmelita           | Finca Damas             | 25 de enero | 14:00     |             |           |
| Deportivo Upala                  | 1 - 3     | Municipal Grecia          | Edgardo Baltodano       | 26 de enero | 11:00     |             |           |
| A. D. Sarchí                     | 2 - 0     | A. D. COFUTPA             | Eliécer Pérez           | 26 de enero | 11:15     |             |           |
| Equipo libre:Inter de San Carlos |           |                           |                         |             |           |             |           |
| Grupo B                          |           |                           |                         |             |           |             |           |
| Fútbol Consultants               | 4 - 2     | Municipal Turrialba       | "Palmareño" Solís       | 25 de enero | 13:05     |             |           |
| Aserrí F. C.                     | 1 - 1     | C. S. Uruguay de Coronado | Arabelo Fallas          | 25 de enero | 15:30     |             |           |
| Escorpiones de Belén             | 4 - 0     | Guadalupe F.C             | Polideportivo de Belén  | 25 de enero | 18:00     |             |           |
| PFA Antioquia                    | 3 - 2     | Limón Black Star          | Carlos Alvarado         | 27 de enero | 15:00     |             |           |
| Equipo libre: A. D. Cariari      |           |                           |                         |             |           |             |           |
| Total de goles:35                |           |                           |                         |             |           |             |           |

| Jornada 3                     | Jornada 3 | Jornada 3            | Jornada 3         | Jornada 3    | Jornada 3 | Jornada 3   | Jornada 3 |
| Local                         | Resultado | Visitante            | Estadio           | Fecha        | Hora      | Transmisión |           |
| Grupo A                       | Grupo A   | Grupo A              | Grupo A           | Grupo A      | Grupo A   | Grupo A     | Grupo A   |
| ----------------------------- | --------- | -------------------- | ----------------- | ------------ | --------- | ----------- | --------- |
| A. D. Carmelita               | 0 - 0     | Jicaral              | "Palmareño" Solís | 31 de enero  | 14:00     |             |           |
| A. D. COFUTPA                 | 1 - 1     | Inter de San Carlos  | "Palmareño" Solís | 1 de febrero | 20:00     |             |           |
| Deportivo Upala               | 2 - 3     | Quepos Cambute       | Edgardo Baltodano | 2 de febrero | 11:00     |             |           |
| San Carlos F.C.               | 1 - 3     | A. D. Sarchí         | "Palmareño" Solís | 2 de febrero | 14:00     |             |           |
| Equipo libre:Municipal Grecia |           |                      |                   |              |           |             |           |
| Grupo B                       |           |                      |                   |              |           |             |           |
| Guadalupe F.C                 | 1 - 1     | PFA Antioquia        | Ernesto Rohrmoser | 31 de enero  | 20:00     |             |           |
| C. S. Uruguay de Coronado     | 2 - 1     | Fútbol Consultants   | Ernesto Rohrmoser | 1 de febrero | 19:00     |             |           |
| Municipal Turrialba           | 3 - 3     | Escorpiones de Belén | Rafael A. Camacho | 1 de febrero | 19:00     |             |           |
| Limón Black Star              | 1 - 2     | A. D. Cariari        | Ebal Rodríguez    | 3 de febrero | 19:00     |             |           |
| Equipo libre:Aserrí F. C.     |           |                      |                   |              |           |             |           |
| Total de goles:25             |           |                      |                   |              |           |             |           |

| Jornada 4                     | Jornada 4 | Jornada 4                 | Jornada 4               | Jornada 4    | Jornada 4 | Jornada 4   | Jornada 4 |
| Local                         | Resultado | Visitante                 | Estadio                 | Fecha        | Hora      | Transmisión |           |
| Grupo A                       | Grupo A   | Grupo A                   | Grupo A                 | Grupo A      | Grupo A   | Grupo A     | Grupo A   |
| ----------------------------- | --------- | ------------------------- | ----------------------- | ------------ | --------- | ----------- | --------- |
| Jicaral                       | 2 - 1     | Deportivo Upala           | Asoc. Cívica Jicaraleña | 5 de febrero | 11:00     |             |           |
| Inter de San Carlos           | 2 - 1     | San Carlos F.C.           | Pital                   | 5 de febrero | 14:00     |             |           |
| A. D. Sarchí                  | 2 - 1     | A. D. Carmelita           | Eliécer Pérez           | 5 de febrero | 14:00     |             |           |
| Quepos Cambute                | 5 - 2     | Municipal Grecia          | Finca Damas             | 5 de febrero | 14:00     |             |           |
| Equipo libre: A. D. COFUTPA   |           |                           |                         |              |           |             |           |
| Grupo B                       |           |                           |                         |              |           |             |           |
| PFA Antioquia                 | 2 - 0     | Municipal Turrialba       | "Palmareño" Solís       | 4 de febrero | 20:00     |             |           |
| Fútbol Consultants            | 1 - 0     | Aserrí F. C.              | Ernesto Rohrmoser       | 5 de febrero | 13:05     |             |           |
| Escorpiones de Belén          | 1 - 2     | C. S. Uruguay de Coronado | Polideportivo de Belén  | 5 de febrero | 17:00     |             |           |
| A. D. Cariari                 | 3 - 1     | Guadalupe F.C             | Bernardo Veach          | 6 de febrero | 14:00     |             |           |
| Equipo libre:Limón Black Star |           |                           |                         |              |           |             |           |
| Total de goles:26             |           |                           |                         |              |           |             |           |

| Jornada 5                                                                                 | Jornada 5 | Jornada 5            | Jornada 5         | Jornada 5     | Jornada 5 | Jornada 5   | Jornada 5 |
| Local                                                                                     | Resultado | Visitante            | Estadio           | Fecha         | Hora      | Transmisión |           |
| Grupo A                                                                                   | Grupo A   | Grupo A              | Grupo A           | Grupo A       | Grupo A   | Grupo A     | Grupo A   |
| ----------------------------------------------------------------------------------------- | --------- | -------------------- | ----------------- | ------------- | --------- | ----------- | --------- |
| Deportivo Upala                                                                           | 1 - 10    | A. D. Sarchí         | Edgardo Baltodano | 8 de febrero  | 13:00     |             |           |
| San Carlos F.C.                                                                           | 1 - 5     | A. D. COFUTPA        | "Palmareño" Solís | 9 de febrero  | 14:00     |             |           |
| A. D. Carmelita                                                                           | 1 - 1     | Inter de San Carlos  | "Palmareño" Solís | 10 de febrero | 19:00     |             |           |
| Municipal Grecia                                                                          | 1 - 1     | Jicaral              | Ernesto Rohrmoser | 10 de febrero | 20:00     |             |           |
| Equipo libre:Quepos Cambute                                                               |           |                      |                   |               |           |             |           |
| Grupo B                                                                                   |           |                      |                   |               |           |             |           |
| Aserrí F. C.                                                                              | 0 - 1     | Escorpiones de Belén | Arabelo Fallas    | 9 de febrero  | 14:00     |             |           |
| C. S. Uruguay de Coronado                                                                 | 1 - 1     | PFA Antioquia        | Ernesto Rohrmoser | 10 de febrero | 13:00     |             |           |
| Municipal Turrialba                                                                       | 1 - 2     | A. D. Cariari        | Rafael A. Camacho | 10 de febrero | 19:00     |             |           |
| Guadalupe F.C                                                                             | 0 - 3(*)  | Limón Black Star     | Ernesto Rohrmoser | Suspendido    | Hora      |             |           |
| Equipo libre: Fútbol Consultants (*) Se le adjudican los 3pts por criterio administrativo |           |                      |                   |               |           |             |           |
| Total de goles:                                                                           |           |                      |                   |               |           |             |           |

| Jornada 6                    | Jornada 6 | Jornada 6                 | Jornada 6               | Jornada 6     | Jornada 6 | Jornada 6   | Jornada 6 |
| Local                        | Resultado | Visitante                 | Estadio                 | Fecha         | Hora      | Transmisión |           |
| Grupo A                      | Grupo A   | Grupo A                   | Grupo A                 | Grupo A       | Grupo A   | Grupo A     | Grupo A   |
| ---------------------------- | --------- | ------------------------- | ----------------------- | ------------- | --------- | ----------- | --------- |
| Inter de San Carlos          | 2 - 1     | Deportivo Upala           | Pital                   | 14 de febrero | 14:00     |             |           |
| A. D. COFUTPA                | 3 - 2     | A. D. Carmelita           | "Palmareño" Solís       | 15 de febrero | 19:00     |             |           |
| A. D. Sarchí                 | 0 - 3     | Municipal Grecia          | Eliécer Pérez           | 16 de febrero | 11:15     |             |           |
| Jicaral                      | 3 - 3     | Quepos Cambute            | Asoc. Cívica Jicaraleña | 16 de febrero | 13:00     |             |           |
| Equipo libre:San Carlos F.C. |           |                           |                         |               |           |             |           |
| Grupo B                      |           |                           |                         |               |           |             |           |
| PFA Antioquia                | 1 - 1     | Aserrí F. C.              | "Palmareño" Solís       | 15 de febrero | 14:00     |             |           |
| Escorpiones de Belén         | 2 - 2     | Fútbol Consultants        | Polideportivo de Belén  | 15 de febrero | 18:00     |             |           |
| A. D. Cariari                | 1 - 0     | C. S. Uruguay de Coronado | Bernardo Veach          | 16 de febrero | 14:00     |             |           |
| Limón Black Star             | 2 - 2     | Municipal Turrialba       | Ebal Rodríguez          | 26 de febrero | 19:00     |             |           |
| Equipo libre:Guadalupe F.C   |           |                           |                         |               |           |             |           |
| Total de goles:27            |           |                           |                         |               |           |             |           |

| Jornada 7                         | Jornada 7 | Jornada 7           | Jornada 7         | Jornada 7     | Jornada 7 | Jornada 7   | Jornada 7 |
| Local                             | Resultado | Visitante           | Estadio           | Fecha         | Hora      | Transmisión |           |
| Grupo A                           | Grupo A   | Grupo A             | Grupo A           | Grupo A       | Grupo A   | Grupo A     | Grupo A   |
| --------------------------------- | --------- | ------------------- | ----------------- | ------------- | --------- | ----------- | --------- |
| Deportivo Upala                   | 1 - 1     | A. D. COFUTPA       | Edgardo Baltodano | 19 de febrero | 13:00     |             |           |
| Quepos Cambute                    | 1 - 1     | A. D. Sarchí        | Finca Damas       | 19 de febrero | 14:00     |             |           |
| A. D. Carmelita                   | 1 - 1     | San Carlos F.C.     | "Palmareño" Solís | 19 de febrero | 19:00     |             |           |
| Municipal Grecia                  | 2 - 2     | Inter de San Carlos | Ernesto Rohrmoser | 19 de febrero | 20:00     |             |           |
| Equipo libre: Jicaral             |           |                     |                   |               |           |             |           |
| Grupo B                           |           |                     |                   |               |           |             |           |
| Fútbol Consultants                | 1 - 2     | PFA Antioquia       | Ernesto Rohrmoser | 19 de febrero | 13:05     |             |           |
| Aserrí F. C.                      | 3 - 1     | A. D. Cariari       | Arabelo Fallas    | 19 de febrero | 15:00     |             |           |
| Municipal Turrialba               | 1 - 6     | Guadalupe F.C       | Rafael A. Camacho | 19 de febrero | 19:00     |             |           |
| C. S. Uruguay de Coronado         | 1 - 2     | Limón Black Star    | Ernesto Rohrmoser | 20 de febrero | 20:00     |             |           |
| Equipo libre:Escorpiones de Belén |           |                     |                   |               |           |             |           |
| Total de goles:27                 |           |                     |                   |               |           |             |           |

| Jornada 8                         | Jornada 8 | Jornada 8                 | Jornada 8         | Jornada 8     | Jornada 8 | Jornada 8   | Jornada 8 |
| Local                             | Resultado | Visitante                 | Estadio           | Fecha         | Hora      | Transmisión |           |
| Grupo A                           | Grupo A   | Grupo A                   | Grupo A           | Grupo A       | Grupo A   | Grupo A     | Grupo A   |
| --------------------------------- | --------- | ------------------------- | ----------------- | ------------- | --------- | ----------- | --------- |
| Inter de San Carlos               | 4 - 3     | Quepos Cambute            | Pital             | 22 de febrero | 14:00     |             |           |
| A. D. Sarchí                      | 1 - 0     | Jicaral                   | Eliécer Pérez     | 23 de febrero | 11:15     |             |           |
| A. D. COFUTPA                     | 1 - 2     | Municipal Grecia          | "Palmareño" Solís | 23 de febrero | 18:00     |             |           |
| San Carlos F.C.                   | 3 - 3     | Deportivo Upala           | "Palmareño" Solís | 24 de febrero | 14:00     |             |           |
| Equipo libre:A. D. Carmelita      |           |                           |                   |               |           |             |           |
| Grupo B                           |           |                           |                   |               |           |             |           |
| Limón Black Star                  | 2 - 0     | Aserrí F. C.              | Ebal Rodríguez    | 22 de febrero | 19:00     |             |           |
| A. D. Cariari                     | 4 - 0     | Fútbol Consultants        | Bernardo Veach    | 23 de febrero | 13:30     |             |           |
| PFA Antioquia                     | 0 - 2     | Escorpiones de Belén      | "Palmareño" Solís | 24 de febrero | 19:00     |             |           |
| Guadalupe F.C                     | 2 - 1     | C. S. Uruguay de Coronado | Ernesto Rohrmoser | 24 de febrero | 20:00     |             |           |
| Equipo libre: Municipal Turrialba |           |                           |                   |               |           |             |           |
| Total de goles:28                 |           |                           |                   |               |           |             |           |

| Jornada 9                  | Jornada 9 | Jornada 9           | Jornada 9               | Jornada 9     | Jornada 9 | Jornada 9   | Jornada 9 |
| Local                      | Resultado | Visitante           | Estadio                 | Fecha         | Hora      | Transmisión |           |
| Grupo A                    | Grupo A   | Grupo A             | Grupo A                 | Grupo A       | Grupo A   | Grupo A     | Grupo A   |
| -------------------------- | --------- | ------------------- | ----------------------- | ------------- | --------- | ----------- | --------- |
| Municipal Grecia           | 6 - 2     | San Carlos F.C.     | Ernesto Rohrmoser       | 28 de febrero | 20:00     |             |           |
| Jicaral                    | 0 - 2     | Inter de San Carlos | Asoc. Cívica Jicaraleña | 2 de marzo    | 13:00     |             |           |
| Quepos Cambute             | 3 - 0     | A. D. COFUTPA       | Finca Damas             | 2 de marzo    | 14:00     |             |           |
| Deportivo Upala            | 1 - 2     | A. D. Carmelita     | "Lito" Pérez            | 3 de marzo    | 15:00     |             |           |
| Equipo libre: A. D. Sarchí |           |                     |                         |               |           |             |           |
| Grupo B                    |           |                     |                         |               |           |             |           |
| Aserrí F. C.               | 0 - 2     | Guadalupe F.C       | Arabelo Fallas          | 1 de marzo    | 15:00     |             |           |
| Fútbol Consultants         | 1 - 0     | Limón Black Star    | Ernesto Rohrmoser       | 1 de marzo    | 15:00     |             |           |
| C. S. Uruguay de Coronado  | 5 - 1     | Municipal Turrialba | Ernesto Rohrmoser       | 1 de marzo    | 20:00     |             |           |
| Escorpiones de Belén       | 1 - 0     | A. D. Cariari       | Polideportivo de Belén  | 3 de marzo    | 19:00     |             |           |
| Equipo libre:PFA Antioquia |           |                     |                         |               |           |             |           |
| Total de goles:26          |           |                     |                         |               |           |             |           |

| Jornada 10                              | Jornada 10 | Jornada 10          | Jornada 10              | Jornada 10 | Jornada 10 | Jornada 10  | Jornada 10 |
| Local                                   | Resultado  | Visitante           | Estadio                 | Fecha      | Hora       | Transmisión |            |
| Grupo A                                 | Grupo A    | Grupo A             | Grupo A                 | Grupo A    | Grupo A    | Grupo A     | Grupo A    |
| --------------------------------------- | ---------- | ------------------- | ----------------------- | ---------- | ---------- | ----------- | ---------- |
| Jicaral                                 | 4 - 1      | A. D. COFUTPA       | Asoc. Cívica Jicaraleña | 5 de marzo | 11:00      |             |            |
| A. D. Sarchí                            | 1 - 1      | Inter de San Carlos | Eliécer Pérez           | 5 de marzo | 14:00      |             |            |
| Quepos Cambute                          | 5 - 2      | San Carlos F.C.     | Finca Damas             | 5 de marzo | 14:00      |             |            |
| A. D. Carmelita                         | 4 - 2      | Municipal Grecia    | "Palmareño" Solís       | 6 de marzo | 14:30      |             |            |
| Equipo libre: Deportivo Upala           |            |                     |                         |            |            |             |            |
| Grupo B                                 |            |                     |                         |            |            |             |            |
| Fútbol Consultants                      | 0 - 1      | Guadalupe F.C       | Ernesto Rohrmoser       | 5 de marzo | 13:00      |             |            |
| Aserrí F. C.                            | 1 - 0      | Municipal Turrialba | Arabelo Fallas          | 5 de marzo | 15:00      |             |            |
| Escorpiones de Belén                    | 2 - 0      | Limón Black Star    | Polideportivo de Belén  | 6 de marzo | 14:00      |             |            |
| PFA Antioquia                           | 4 - 1      | A. D. Cariari       | "Palmareño" Solís       | 6 de marzo | 19:00      |             |            |
| Equipo libre: C. S. Uruguay de Coronado |            |                     |                         |            |            |             |            |
| Total de goles: 29                      |            |                     |                         |            |            |             |            |

| Jornada 11                       | Jornada 11 | Jornada 11           | Jornada 11        | Jornada 11  | Jornada 11 | Jornada 11  | Jornada 11 |
| Local                            | Resultado  | Visitante            | Estadio           | Fecha       | Hora       | Transmisión |            |
| Grupo A                          | Grupo A    | Grupo A              | Grupo A           | Grupo A     | Grupo A    | Grupo A     | Grupo A    |
| -------------------------------- | ---------- | -------------------- | ----------------- | ----------- | ---------- | ----------- | ---------- |
| Municipal Grecia                 | 0 - 7      | Deportivo Upala      | Ernesto Rohrmoser | 8 de marzo  | 15:00      |             |            |
| A. D. COFUTPA                    | 0 - 2      | A. D. Sarchí         | "Palmareño" Solís | 9 de marzo  | 18:00      |             |            |
| San Carlos F.C.                  | 2 - 5      | Jicaral              | "Palmareño" Solís | 10 de marzo | 14:00      |             |            |
| A. D. Carmelita                  | 0 - 2      | Quepos Cambute       | "Palmareño" Solís | 10 de marzo | 19:00      |             |            |
| Equipo libre:Inter de San Carlos |            |                      |                   |             |            |             |            |
| Grupo B                          |            |                      |                   |             |            |             |            |
| C. S. Uruguay de Coronado        | 1 - 2      | Aserrí F. C.         | Ernesto Rohrmoser | 8 de marzo  | 20:00      |             |            |
| Limón Black Star                 | 2 - 1      | PFA Antioquia        | Ebal Rodríguez    | 9 de marzo  | 15:00      |             |            |
| Municipal Turrialba              | 1 - 6      | Fútbol Consultants   | Rafael A. Camacho | 10 de marzo | 19:00      |             |            |
| Guadalupe F.C                    | 3 - 2      | Escorpiones de Belén | Ernesto Rohrmoser | 10 de marzo | 20:00      |             |            |
| Equipo libre:A. D. Cariari       |            |                      |                   |             |            |             |            |
| Total de goles:36                |            |                      |                   |             |            |             |            |

| Jornada 12                    | Jornada 12 | Jornada 12                | Jornada 12              | Jornada 12  | Jornada 12 | Jornada 12  | Jornada 12 |
| Local                         | Resultado  | Visitante                 | Estadio                 | Fecha       | Hora       | Transmisión |            |
| Grupo A                       | Grupo A    | Grupo A                   | Grupo A                 | Grupo A     | Grupo A    | Grupo A     | Grupo A    |
| ----------------------------- | ---------- | ------------------------- | ----------------------- | ----------- | ---------- | ----------- | ---------- |
| Inter de San Carlos           | 2 - 0      | A. D. COFUTPA             | Pital                   | 15 de marzo | 14:00      |             |            |
| Jicaral                       | 1 - 1      | A. D. Carmelita           | Asoc. Cívica Jicaraleña | 16 de marzo | 11:00      |             |            |
| A. D. Sarchí                  | 1 - 1      | San Carlos F.C.           | Eliécer Pérez           | 16 de marzo | 11:15      |             |            |
| Quepos Cambute                | 2 - 5      | Deportivo Upala           | Finca Damas             | 16 de marzo | 14:00      |             |            |
| Equipo libre:Municipal Grecia |            |                           |                         |             |            |             |            |
| Grupo B                       |            |                           |                         |             |            |             |            |
| Fútbol Consultants            | 2 - 1      | C. S. Uruguay de Coronado | Ernesto Rohrmoser       | 14 de marzo | 20:00      |             |            |
| Escorpiones de Belén          | 5 - 3      | Municipal Turrialba       | Polideportivo de Belén  | 15 de marzo | 17:00      |             |            |
| A. D. Cariari                 | 1 - 0      | Limón Black Star          | Bernardo Veach          | 16 de marzo | 14:00      |             |            |
| PFA Antioquia                 | 0 - 1      | Guadalupe F.C             | Ernesto Rohrmoser       | 17 de marzo | 13:00      |             |            |
| Equipo libre: Aserrí F. C.    |            |                           |                         |             |            |             |            |
| Total de goles:26             |            |                           |                         |             |            |             |            |

| Jornada 13                    | Jornada 13 | Jornada 13           | Jornada 13        | Jornada 13  | Jornada 13 | Jornada 13  | Jornada 13 |
| Local                         | Resultado  | Visitante            | Estadio           | Fecha       | Hora       | Transmisión |            |
| Grupo A                       | Grupo A    | Grupo A              | Grupo A           | Grupo A     | Grupo A    | Grupo A     | Grupo A    |
| ----------------------------- | ---------- | -------------------- | ----------------- | ----------- | ---------- | ----------- | ---------- |
| Deportivo Upala               | 1 - 1      | Jicaral              | Edgardo Baltodano | 19 de marzo | 13:00      |             |            |
| San Carlos F.C.               | 0 - 2      | Inter de San Carlos  | "Palmareño" Solís | 19 de marzo | 15:00      |             |            |
| A. D. Carmelita               | 2 - 1      | A. D. Sarchí         | "Palmareño" Solís | 19 de marzo | 19:00      |             |            |
| Municipal Grecia              | 3 - 2      | Quepos Cambute       | Ernesto Rohrmoser | 19 de marzo | 20:00      |             |            |
| Equipo libre: A. D. COFUTPA   |            |                      |                   |             |            |             |            |
| Grupo B                       |            |                      |                   |             |            |             |            |
| C. S. Uruguay de Coronado     | 4 - 0      | Escorpiones de Belén | Ernesto Rohrmoser | 18 de marzo | 20:00      |             |            |
| Guadalupe F.C                 | 0 - 0      | A. D. Cariari        | Ernesto Rohrmoser | 20 de marzo | 20:00      |             |            |
| Municipal Turrialba           | 1 - 1      | PFA Antioquia        | Rafael A. Camacho | 20 de marzo | 19:00      |             |            |
| Aserrí F. C.                  | 0 - 1      | Fútbol Consultants   | Arabelo Fallas    | 10 de abril | 11:00      |             |            |
| Equipo libre:Limón Black Star |            |                      |                   |             |            |             |            |
| Total de goles:19             |            |                      |                   |             |            |             |            |

| Jornada 14                      | Jornada 14 | Jornada 14                | Jornada 14              | Jornada 14  | Jornada 14 | Jornada 14  | Jornada 14 |
| Local                           | Resultado  | Visitante                 | Estadio                 | Fecha       | Hora       | Transmisión |            |
| Grupo A                         | Grupo A    | Grupo A                   | Grupo A                 | Grupo A     | Grupo A    | Grupo A     | Grupo A    |
| ------------------------------- | ---------- | ------------------------- | ----------------------- | ----------- | ---------- | ----------- | ---------- |
| Inter de San Carlos             | 1 - 0      | A. D. Carmelita           | Pital                   | 22 de marzo | 14:00      |             |            |
| A. D. COFUTPA                   | 0 - 1      | San Carlos F.C.           | "Palmareño" Solís       | 22 de marzo | 19:00      |             |            |
| Jicaral                         | 3 - 0      | Municipal Grecia          | Asoc. Cívica Jicaraleña | 23 de marzo | 11:00      |             |            |
| A. D. Sarchí                    | 1 - 0      | Deportivo Upala           | Eliécer Pérez           | 23 de marzo | 11:15      |             |            |
| Equipo libre:Quepos Cambute     |            |                           |                         |             |            |             |            |
| Grupo B                         |            |                           |                         |             |            |             |            |
| A. D. Cariari                   | 3 - 1      | Municipal Turrialba       | Bernardo Veach          | 23 de marzo | 14:00      |             |            |
| Limón Black Star                | 1 - 0      | Guadalupe F.C             | Ebal Rodríguez          | 23 de marzo | 15:00      |             |            |
| PFA Antioquia                   | 2 - 6      | C. S. Uruguay de Coronado | Ernesto Rohrmoser       | 24 de marzo | 13:00      |             |            |
| Escorpiones de Belén            | 2 - 0      | Aserrí F. C.              | Polideportivo de Belén  | 24 de marzo | 19:00      |             |            |
| Equipo libre:Fútbol Consultants |            |                           |                         |             |            |             |            |
| Total de goles:21               |            |                           |                         |             |            |             |            |

| Jornada 15                   | Jornada 15 | Jornada 15           | Jornada 15        | Jornada 15  | Jornada 15 | Jornada 15  | Jornada 15 |
| Local                        | Resultado  | Visitante            | Estadio           | Fecha       | Hora       | Transmisión |            |
| Grupo A                      | Grupo A    | Grupo A              | Grupo A           | Grupo A     | Grupo A    | Grupo A     | Grupo A    |
| ---------------------------- | ---------- | -------------------- | ----------------- | ----------- | ---------- | ----------- | ---------- |
| A. D. Carmelita              | 1 - 1      | A. D. COFUTPA        | "Palmareño" Solís | 28 de marzo | 19:30      |             |            |
| Deportivo Upala              | 1 - 4      | Inter de San Carlos  | Edgardo Baltodano | 29 de marzo | 13:00      |             |            |
| Quepos Cambute               | 0 - 0      | Jicaral              | Finca Damas       | 29 de marzo | 14:00      |             |            |
| Municipal Grecia             | 1 - 2      | A. D. Sarchí         | Ernesto Rohrmoser | 29 de marzo | 18:00      |             |            |
| Equipo libre:San Carlos F.C. |            |                      |                   |             |            |             |            |
| Grupo B                      |            |                      |                   |             |            |             |            |
| C. S. Uruguay de Coronado    | 0 - 1      | A. D. Cariari        | Ernesto Rohrmoser | 28 de marzo | 20:00      |             |            |
| Municipal Turrialba          | 1 - 3      | Limón Black Star     | Rafael A. Camacho | 30 de marzo | 11:00      |             |            |
| Aserrí F. C.                 | 2 - 0      | PFA Antioquia        | Arabelo Fallas    | 30 de marzo | 11:00      |             |            |
| Fútbol Consultants           | 3 - 2      | Escorpiones de Belén | Ernesto Rohrmoser | 31 de marzo | 13:00      |             |            |
| Equipo libre:Guadalupe F.C   |            |                      |                   |             |            |             |            |
| Total de goles:22            |            |                      |                   |             |            |             |            |

| Jornada 16                         | Jornada 16 | Jornada 16                | Jornada 16        | Jornada 16 | Jornada 16 | Jornada 16  | Jornada 16 |
| Local                              | Resultado  | Visitante                 | Estadio           | Fecha      | Hora       | Transmisión |            |
| Grupo A                            | Grupo A    | Grupo A                   | Grupo A           | Grupo A    | Grupo A    | Grupo A     | Grupo A    |
| ---------------------------------- | ---------- | ------------------------- | ----------------- | ---------- | ---------- | ----------- | ---------- |
| A. D. Sarchí                       | 1 - 0      | Quepos Cambute            | Eliécer Pérez     | 2 de abril | 14:00      |             |            |
| Inter de San Carlos                | 1 - 0      | Municipal Grecia          | Pital             | 2 de abril | 14:00      |             |            |
| San Carlos F.C.                    | 3 - 4      | A. D. Carmelita           | "Palmareño" Solís | 2 de abril | 15:00      |             |            |
| A. D. COFUTPA                      | 2 - 3      | Deportivo Upala           | "Palmareño" Solís | 2 de abril | 20:00      |             |            |
| Equipo libre:Jicaral               |            |                           |                   |            |            |             |            |
| Grupo B                            |            |                           |                   |            |            |             |            |
| A. D. Cariari                      | 2 - 1      | Aserrí F. C.              | Bernardo Veach    | 2 de abril | 14:00      |             |            |
| Guadalupe F.C                      | 2 - 0      | Municipal Turrialba       | "Coyella" Fonseca | 2 de abril | 19:00      |             |            |
| PFA Antioquia                      | 1 - 4      | Fútbol Consultants        | Ernesto Rohrmoser | 3 de abril | 13:00      |             |            |
| Limón Black Star                   | 3 - 2      | C. S. Uruguay de Coronado | Ebal Rodríguez    | 3 de abril | 19:00      |             |            |
| Equipo libre: Escorpiones de Belén |            |                           |                   |            |            |             |            |
| Total de goles:28                  |            |                           |                   |            |            |             |            |

| Jornada 17                       | Jornada 17 | Jornada 17          | Jornada 17              | Jornada 17 | Jornada 17 | Jornada 17  | Jornada 17 |
| Local                            | Resultado  | Visitante           | Estadio                 | Fecha      | Hora       | Transmisión |            |
| Grupo A                          | Grupo A    | Grupo A             | Grupo A                 | Grupo A    | Grupo A    | Grupo A     | Grupo A    |
| -------------------------------- | ---------- | ------------------- | ----------------------- | ---------- | ---------- | ----------- | ---------- |
| Jicaral                          | 2 - 0      | A. D. Sarchí        | Asoc. Cívica Jicaraleña | 6 de abril | 11:00      |             |            |
| Quepos Cambute                   | 1 - 3      | Inter de San Carlos | Finca Damas             | 6 de abril | 13:00      |             |            |
| Deportivo Upala                  | 7 - 3      | San Carlos F.C.     | Edgardo Baltodano       | 7 de abril | 13:00      |             |            |
| Municipal Grecia                 | 1 - 1      | A. D. COFUTPA       | Ernesto Rohrmoser       | 7 de abril | 20:00      |             |            |
| Equipo libre:A. D. Carmelita     |            |                     |                         |            |            |             |            |
| Grupo B                          |            |                     |                         |            |            |             |            |
| C. S. Uruguay de Coronado        | 1 - 3      | Guadalupe F.C       | Ernesto Rohrmoser       | 6 de abril | 15:00      |             |            |
| Aserrí F. C.                     | 3 - 2      | Limón Black Star    | Arabelo Fallas          | 6 de abril | 15:00      |             |            |
| Escorpiones de Belén             | 2 - 1      | PFA Antioquia       | Polideportivo de Belén  | 6 de abril | 16:00      |             |            |
| Fútbol Consultants               | 2 - 1      | A. D. Cariari       | Ernesto Rohrmoser       | 7 de abril | 13:00      |             |            |
| Equipo libre:Municipal Turrialba |            |                     |                         |            |            |             |            |
| Total de goles:33                |            |                     |                         |            |            |             |            |

| Jornada 18                 | Jornada 18 | Jornada 18                | Jornada 18        | Jornada 18  | Jornada 18 | Jornada 18  | Jornada 18 |
| Local                      | Resultado  | Visitante                 | Estadio           | Fecha       | Hora       | Transmisión |            |
| Grupo A                    | Grupo A    | Grupo A                   | Grupo A           | Grupo A     | Grupo A    | Grupo A     | Grupo A    |
| -------------------------- | ---------- | ------------------------- | ----------------- | ----------- | ---------- | ----------- | ---------- |
| A. D. Carmelita            | 0 - 3      | Deportivo Upala           | Eliécer Pérez     | 12 de abril | 13:00      |             |            |
| Inter de San Carlos        | 0 - 1      | Jicaral                   | Pital             | 13 de abril | 14:00      |             |            |
| A. D. COFUTPA              | 1 - 5      | Quepos Cambute            | "Palmareño" Solís | 13 de abril | 14:00      |             |            |
| San Carlos F.C.            | 3 - 7      | Municipal Grecia          | Arabelo Fallas    | 13 de abril | 14:00      |             |            |
| Equipo libre:A. D. Sarchí  |            |                           |                   |             |            |             |            |
| Grupo B                    |            |                           |                   |             |            |             |            |
| A. D. Cariari              | 0 - 1      | Escorpiones de Belén      | Bernardo Veach    | 13 de abril | 14:00      |             |            |
| Guadalupe F.C              | 1 - 2      | Aserrí F. C.              | Ernesto Rohrmoser | 13 de abril | 14:00      |             |            |
| Limón Black Star           | 0 - 0      | Fútbol Consultants        | Ebal Rodríguez    | 13 de abril | 14:00      |             |            |
| Municipal Turrialba        | 1 - 2      | C. S. Uruguay de Coronado | Rafael A. Camacho | 13 de abril | 14:00      |             |            |
| Equipo libre:PFA Antioquia |            |                           |                   |             |            |             |            |
| Total de goles:27          |            |                           |                   |             |            |             |            |

## Fase final

### Cuadro de desarrollo
|  | Cuartos de final                                     | Cuartos de final                                     | Cuartos de final                                     | Cuartos de final                                     | Cuartos de final                                     |   |      | Semifinales                                          | Semifinales                                          | Semifinales                                          | Semifinales                                          | Semifinales                                          |  |    | Final Clausura                      | Final Clausura                      | Final Clausura                      | Final Clausura                      | Final Clausura                      |  |    | Final Ascenso                       | Final Ascenso                       | Final Ascenso                       | Final Ascenso                       | Final Ascenso                       |  |
|  | 19 y 20 de abril (ida) 25, 26 y 27 de abril (vuelta) | 19 y 20 de abril (ida) 25, 26 y 27 de abril (vuelta) | 19 y 20 de abril (ida) 25, 26 y 27 de abril (vuelta) | 19 y 20 de abril (ida) 25, 26 y 27 de abril (vuelta) | 19 y 20 de abril (ida) 25, 26 y 27 de abril (vuelta) |   |      | 30 de abril y 1 de mayo (ida) 4 y 5 de mayo (vuelta) | 30 de abril y 1 de mayo (ida) 4 y 5 de mayo (vuelta) | 30 de abril y 1 de mayo (ida) 4 y 5 de mayo (vuelta) | 30 de abril y 1 de mayo (ida) 4 y 5 de mayo (vuelta) | 30 de abril y 1 de mayo (ida) 4 y 5 de mayo (vuelta) |  |    | 12 de mayo (ida) 18 de mayo(vuelta) | 12 de mayo (ida) 18 de mayo(vuelta) | 12 de mayo (ida) 18 de mayo(vuelta) | 12 de mayo (ida) 18 de mayo(vuelta) | 12 de mayo (ida) 18 de mayo(vuelta) |  |    | 23 de mayo (ida) 1 de junio(vuelta) | 23 de mayo (ida) 1 de junio(vuelta) | 23 de mayo (ida) 1 de junio(vuelta) | 23 de mayo (ida) 1 de junio(vuelta) | 23 de mayo (ida) 1 de junio(vuelta) |  |
|  |                                                      |                                                      |                                                      |                                                      |                                                      |   |      |                                                      |                                                      |                                                      |                                                      |                                                      |  |    |                                     |                                     |                                     |                                     |                                     |  |    |                                     |                                     |                                     |                                     |                                     |  |
|  |                                                      |                                                      |                                                      |                                                      |                                                      |   |      |                                                      |                                                      |                                                      |                                                      |                                                      |  |    |                                     |                                     |                                     |                                     |                                     |  |    |                                     |                                     |                                     |                                     |                                     |  |
|  | 1°A                                                  | Inter de San Carlos                                  | 1                                                    | 4                                                    | 5                                                    |   |      |                                                      |                                                      |                                                      |                                                      |                                                      |  |    |                                     |                                     |                                     |                                     |                                     |  |    |                                     |                                     |                                     |                                     |                                     |  |
|  | 1°A                                                  | Inter de San Carlos                                  | 1                                                    | 4                                                    | 5                                                    |   |      |                                                      |                                                      |                                                      |                                                      |                                                      |  |    |                                     |                                     |                                     |                                     |                                     |  |    |                                     |                                     |                                     |                                     |                                     |  |
|  | 4°B                                                  | Guadalupe F.C.                                       | 2                                                    | 0                                                    | 2                                                    |   |      |                                                      |                                                      |                                                      |                                                      |                                                      |  |    |                                     |                                     |                                     |                                     |                                     |  |    |                                     |                                     |                                     |                                     |                                     |  |
|  | 4°B                                                  | Guadalupe F.C.                                       | 2                                                    | 0                                                    | 2                                                    |   | C1   | Inter de San Carlos                                  | 0                                                    | 1                                                    | 1                                                    |                                                      |  |    |                                     |                                     |                                     |                                     |                                     |  |    |                                     |                                     |                                     |                                     |                                     |  |
|  |                                                      |                                                      |                                                      |                                                      |                                                      |   | C1   | Inter de San Carlos                                  | 0                                                    | 1                                                    | 1                                                    |                                                      |  |    |                                     |                                     |                                     |                                     |                                     |  |    |                                     |                                     |                                     |                                     |                                     |  |
|  |                                                      |                                                      | C3                                                   | Escorpiones de Belén                                 | 0                                                    | 0 | 0    |                                                      |                                                      |                                                      |                                                      |                                                      |  |    |                                     |                                     |                                     |                                     |                                     |  |    |                                     |                                     |                                     |                                     |                                     |  |
|  | 2°B                                                  | Escorpiones de Belén                                 | C3                                                   | Escorpiones de Belén                                 | 0                                                    | 0 | 0    | 2                                                    | 4                                                    | 6                                                    |                                                      |                                                      |  |    |                                     |                                     |                                     |                                     |                                     |  |    |                                     |                                     |                                     |                                     |                                     |  |
|  | 2°B                                                  | Escorpiones de Belén                                 |                                                      |                                                      |                                                      |   |      |                                                      |                                                      | 6                                                    |                                                      |                                                      |  |    |                                     |                                     |                                     |                                     |                                     |  |    |                                     |                                     |                                     |                                     |                                     |  |
|  | 3°A                                                  | A. D. Sarchí                                         | 1                                                    | 3                                                    | 4                                                    |   |      |                                                      |                                                      |                                                      |                                                      |                                                      |  |    |                                     |                                     |                                     |                                     |                                     |  |    |                                     |                                     |                                     |                                     |                                     |  |
|  | 3°A                                                  | A. D. Sarchí                                         | 1                                                    | 3                                                    | 4                                                    |   |      |                                                      |                                                      |                                                      |                                                      |                                                      |  | F1 | Inter de San Carlos                 | 1                                   | 0                                   | 1(4)                                |                                     |  |    |                                     |                                     |                                     |                                     |                                     |  |
|  |                                                      |                                                      |                                                      |                                                      |                                                      |   |      |                                                      |                                                      |                                                      |                                                      |                                                      |  | F1 | Inter de San Carlos                 | 1                                   | 0                                   | 1(4)                                |                                     |  |    |                                     |                                     |                                     |                                     |                                     |  |
|  |                                                      |                                                      | F2                                                   | Fútbol Consultants                                   | 1                                                    | 0 | 1(5) |                                                      |                                                      |                                                      |                                                      |                                                      |  |    |                                     |                                     |                                     |                                     |                                     |  |    |                                     |                                     |                                     |                                     |                                     |  |
|  | 2°A                                                  | Jicaral                                              | F2                                                   | Fútbol Consultants                                   | 1                                                    | 0 | 1(5) | 3                                                    | 0                                                    | 3                                                    |                                                      |                                                      |  |    |                                     |                                     |                                     |                                     |                                     |  |    |                                     |                                     |                                     |                                     |                                     |  |
|  | 2°A                                                  | Jicaral                                              |                                                      |                                                      |                                                      |   |      |                                                      |                                                      | 3                                                    |                                                      |                                                      |  |    |                                     |                                     |                                     |                                     |                                     |  |    |                                     |                                     |                                     |                                     |                                     |  |
|  | 3°B                                                  | A.D. Cariari                                         | 0                                                    | 1                                                    | 1                                                    |   |      |                                                      |                                                      |                                                      |                                                      |                                                      |  |    |                                     |                                     |                                     |                                     |                                     |  |    |                                     |                                     |                                     |                                     |                                     |  |
|  | 3°B                                                  | A.D. Cariari                                         | 0                                                    | 1                                                    | 1                                                    |   | C2   | Jicaral                                              | 1                                                    | 1                                                    | 2                                                    |                                                      |  |    |                                     |                                     |                                     |                                     |                                     |  |    |                                     |                                     |                                     |                                     |                                     |  |
|  |                                                      |                                                      |                                                      |                                                      |                                                      |   | C2   | Jicaral                                              | 1                                                    | 1                                                    | 2                                                    |                                                      |  |    |                                     |                                     |                                     |                                     |                                     |  |    |                                     |                                     |                                     |                                     |                                     |  |
|  |                                                      |                                                      | C4                                                   | Fútbol Consultants                                   | 0                                                    | 3 | 3    |                                                      |                                                      |                                                      |                                                      |                                                      |  |    |                                     |                                     |                                     |                                     |                                     |  |    |                                     |                                     |                                     |                                     |                                     |  |
|  | 1°B                                                  | Fútbol Consultants                                   | C4                                                   | Fútbol Consultants                                   | 0                                                    | 3 | 3    | 2                                                    | 2                                                    | 4                                                    |                                                      |                                                      |  |    |                                     |                                     |                                     |                                     |                                     |  |    |                                     |                                     |                                     |                                     |                                     |  |
|  | 1°B                                                  | Fútbol Consultants                                   |                                                      |                                                      |                                                      |   |      |                                                      |                                                      | 4                                                    |                                                      |                                                      |  |    |                                     |                                     |                                     |                                     |                                     |  |    |                                     |                                     |                                     |                                     |                                     |  |
|  | 4°A                                                  | Quepos Cambute                                       | 3                                                    | 0                                                    | 3                                                    |   |      |                                                      |                                                      |                                                      |                                                      |                                                      |  |    |                                     |                                     |                                     |                                     |                                     |  |    |                                     |                                     |                                     |                                     |                                     |  |
|  | 4°A                                                  | Quepos Cambute                                       | 3                                                    | 0                                                    | 3                                                    |   |      |                                                      |                                                      |                                                      |                                                      |                                                      |  |    |                                     |                                     |                                     |                                     |                                     |  | F1 | Guadalupe F.C.                      | 1                                   | 2                                   | 3                                   |                                     |  |
|  |                                                      |                                                      |                                                      |                                                      |                                                      |   |      |                                                      |                                                      |                                                      |                                                      |                                                      |  |    |                                     |                                     |                                     |                                     |                                     |  | F1 | Guadalupe F.C.                      | 1                                   | 2                                   | 3                                   |                                     |  |
|  |                                                      |                                                      | F2                                                   | Fútbol Consultants                                   | 1                                                    | 1 | 2    |                                                      |                                                      |                                                      |                                                      |                                                      |  |    |                                     |                                     |                                     |                                     |                                     |  |    |                                     |                                     |                                     |                                     |                                     |  |
|  |                                                      |                                                      | F2                                                   | Fútbol Consultants                                   | 1                                                    | 1 | 2    |                                                      |                                                      |                                                      |                                                      |                                                      |  |    |                                     |                                     |                                     |                                     |                                     |  |    |                                     |                                     |                                     |                                     |                                     |  |
|  |                                                      |                                                      |                                                      |                                                      |                                                      |   |      |                                                      |                                                      |                                                      |                                                      |                                                      |  |    |                                     |                                     |                                     |                                     |                                     |  |    |                                     |                                     |                                     |                                     |                                     |  |
|  |                                                      |                                                      |                                                      |                                                      |                                                      |   |      |                                                      |                                                      |                                                      |                                                      |                                                      |  |    |                                     |                                     |                                     |                                     |                                     |  |    |                                     |                                     |                                     |                                     |                                     |  |
|  |                                                      |                                                      |                                                      |                                                      |                                                      |   |      |                                                      |                                                      |                                                      |                                                      |                                                      |  |    |                                     |                                     |                                     |                                     |                                     |  |    |                                     |                                     |                                     |                                     |                                     |  |
|  |                                                      |                                                      |                                                      |                                                      |                                                      |   |      |                                                      |                                                      |                                                      |                                                      |                                                      |  |    |                                     |                                     |                                     |                                     |                                     |  |    |                                     |                                     |                                     |                                     |                                     |  |
|  |                                                      |                                                      |                                                      |                                                      |                                                      |   |      |                                                      |                                                      |                                                      |                                                      |                                                      |  |    |                                     |                                     |                                     |                                     |                                     |  |    |                                     |                                     |                                     |                                     |                                     |  |
|  |                                                      |                                                      |                                                      |                                                      |                                                      |   |      |                                                      |                                                      |                                                      |                                                      |                                                      |  |    |                                     |                                     |                                     |                                     |                                     |  |    |                                     |                                     |                                     |                                     |                                     |  |
|  |                                                      |                                                      |                                                      |                                                      |                                                      |   |      |                                                      |                                                      |                                                      |                                                      |                                                      |  |    |                                     |                                     |                                     |                                     |                                     |  |    |                                     |                                     |                                     |                                     |                                     |  |
|  |                                                      |                                                      |                                                      |                                                      |                                                      |   |      |                                                      |                                                      |                                                      |                                                      |                                                      |  |    |                                     |                                     |                                     |                                     |                                     |  |    |                                     |                                     |                                     |                                     |                                     |  |
|  |                                                      |                                                      |                                                      |                                                      |                                                      |   |      |                                                      |                                                      |                                                      |                                                      |                                                      |  |    |                                     |                                     |                                     |                                     |                                     |  |    |                                     |                                     |                                     |                                     |                                     |  |
|  |                                                      |                                                      |                                                      |                                                      |                                                      |   |      |                                                      |                                                      |                                                      |                                                      |                                                      |  |    |                                     |                                     |                                     |                                     |                                     |  |    |                                     |                                     |                                     |                                     |                                     |  |
|  |                                                      |                                                      |                                                      |                                                      |                                                      |   |      |                                                      |                                                      |                                                      |                                                      |                                                      |  |    |                                     |                                     |                                     |                                     |                                     |  |    |                                     |                                     |                                     |                                     |                                     |  |
|  |                                                      |                                                      |                                                      |                                                      |                                                      |   |      |                                                      |                                                      |                                                      |                                                      |                                                      |  |    |                                     |                                     |                                     |                                     |                                     |  |    |                                     |                                     |                                     |                                     |                                     |  |
|  |                                                      |                                                      |                                                      |                                                      |                                                      |   |      |                                                      |                                                      |                                                      |                                                      |                                                      |  |    |                                     |                                     |                                     |                                     |                                     |  |    |                                     |                                     |                                     |                                     |                                     |  |
|  |                                                      |                                                      |                                                      |                                                      |                                                      |   |      |                                                      |                                                      |                                                      |                                                      |                                                      |  |    |                                     |                                     |                                     |                                     |                                     |  |    |                                     |                                     |                                     |                                     |                                     |  |
|  |                                                      |                                                      |                                                      |                                                      |                                                      |   |      |                                                      |                                                      |                                                      |                                                      |                                                      |  |    |                                     |                                     |                                     |                                     |                                     |  |    |                                     |                                     |                                     |                                     |                                     |  |
|  |                                                      |                                                      |                                                      |                                                      |                                                      |   |      |                                                      |                                                      |                                                      |                                                      |                                                      |  |    |                                     |                                     |                                     |                                     |                                     |  |    |                                     |                                     |                                     |                                     |                                     |  |
|  |                                                      |                                                      |                                                      |                                                      |                                                      |   |      |                                                      |                                                      |                                                      |                                                      |                                                      |  |    |                                     |                                     |                                     |                                     |                                     |  |    |                                     |                                     |                                     |                                     |                                     |  |
|  |                                                      |                                                      |                                                      |                                                      |                                                      |   |      |                                                      |                                                      |                                                      |                                                      |                                                      |  |    |                                     |                                     |                                     |                                     |                                     |  |    |                                     |                                     |                                     |                                     |                                     |  |
|  |                                                      |                                                      |                                                      |                                                      |                                                      |   |      |                                                      |                                                      |                                                      |                                                      |                                                      |  |    |                                     |                                     |                                     |                                     |                                     |  |    |                                     |                                     |                                     |                                     |                                     |  |
|  |                                                      |                                                      |                                                      |                                                      |                                                      |   |      |                                                      |                                                      |                                                      |                                                      |                                                      |  |    |                                     |                                     |                                     |                                     |                                     |  |    |                                     |                                     |                                     |                                     |                                     |  |
|  |                                                      |                                                      |                                                      |                                                      |                                                      |   |      |                                                      |                                                      |                                                      |                                                      |                                                      |  |    |                                     |                                     |                                     |                                     |                                     |  |    |                                     |                                     |                                     |                                     |                                     |  |
|  |                                                      |                                                      |                                                      |                                                      |                                                      |   |      |                                                      |                                                      |                                                      |                                                      |                                                      |  |    |                                     |                                     |                                     |                                     |                                     |  |    |                                     |                                     |                                     |                                     |                                     |  |

### Cuartos de final

#### Inter San Carlos - Guadalupe FC
| 19 de abril de 2025; 19:00 | Guadalupe F.C.                         | 2:1 (0:0) | Inter de San Carlos | "Coyella" Fonseca, Guadalupe, San José |                               |
|                            | Sergio Núñez 61' · Dylan Barrantes 86' |           | Andrés Gómez 55' ·  | Asistencia: 2500 espectadores          | Asistencia: 2500 espectadores |

| 27 de abril de 2025; 11:00 | Inter de San Carlos                                                                 | 4:0(2:0) (Global 5:2) | Guadalupe F.C. | Pital, Pital, Alajuela                                    |                                                           |
|                            | Andrés Gómez 25' · Orlando Calvo 45' · Carlos Villegas 49' · Jonathan Candenado 74' |                       |                | Asistencia: 2800 espectadores Árbitro(s): Jonathan Leitón | Asistencia: 2800 espectadores Árbitro(s): Jonathan Leitón |

#### Escorpiones  - AD Sarchí
| 20 de abril de 2025; 11:30 | A. D. Sarchí       | 1:2 (0:2) | Escorpiones de Belén                 | Eliécer Pérez, Sarchí, Alajuela |                               |
|                            | Anderson Núñez 63' |           | Abner Hidalgo 3' · Johel Montero 21' | Asistencia: 3000 espectadores   | Asistencia: 3000 espectadores |

| 26 de abril de 2025; 17:00 | Escorpiones de Belén                                                  | 4:3(0:1) (Global 6:4) | A. D. Sarchí                                | Polideportivo de Belén, Belén, Heredia |                               |
|                            | Bryan Jiménez 63' · José Rodolfo Montiel 67', 80' · Abner Hidalgo 87' |                       | Estuar Dávila 19' · Anderson Núñez 49', 60' | Asistencia: 2500 espectadores          | Asistencia: 2500 espectadores |

#### Jicaral - AD Cariari
| 20 de abril de 2025; 11:00 | Jicaral                                 | 3:0 (1:0) | A.D. Cariari | Asoc. Cívica Jicaraleña, Lepanto, Puntarenas |                               |
|                            | Royner Rojas 44', 48' · Lucas Gómez 80' |           |              | Asistencia: 2800 espectadores                | Asistencia: 2800 espectadores |

| 27 de abril de 2025; 14:00 | A.D. Cariari        | 1:0(1:0) (Global 1:3) | Jicaral | Bernardo Veach, Pococí, Limón |                               |
|                            | Sebastián Araya 11' |                       |         | Asistencia: 2000 espectadores | Asistencia: 2000 espectadores |

#### Fútbol Consultants - Quepos Cambute
| 20 de abril de 2025; 13:00 | Quepos Cambute                                                | 3:2 (2:1) | Fútbol Consultants                                | Finca Damas, Quepos, Puntarenas |                               |
|                            | Ismael Morales 24' · Walter Ramírez 43' · Lenin Montano 90+2' |           | Héctor Vásquez 29' (pen.) · Esteban Rodríguez 82' | Asistencia: 2000 espectadores   | Asistencia: 2000 espectadores |

| 25 de abril de 2025; 15:00 | Fútbol Consultants                     | 2:0 (0:0) (Global 4:3) | Quepos Cambute | Ernesto Rohrmoser, Pavas, San José |                               |
|                            | Benjamín Ocampo 68' · Raúl López 90+5' |                        |                | Asistencia: 2000 espectadores      | Asistencia: 2000 espectadores |

### Semifinales

#### Clasificado 1 - Clasificado 2
| 1 de mayo de 2025; 13:00 | Jicaral           | 1:0(1:0) | Fútbol Consultants | Asoc. Cívica Jicaraleña, Lepanto, Puntarenas |                               |
|                          | Jairo Arrieta 34' |          |                    | Asistencia: 2000 espectadores                | Asistencia: 2000 espectadores |

| 5 de mayo de 2025; 19:00 | Fútbol Consultants                         | 3:1(2:1;2:0) (t. s.)(Global 3:2) | Jicaral       | Ernesto Rohrmoser, Pavas, San José |                               |
|                          | Randy Ramírez 23', 35' · Joshua Parra 110' |                                  | José Sosa 61' | Asistencia: 2500 espectadores      | Asistencia: 2500 espectadores |

#### Clasificado 3 - Clasificado 4
| 30 de abril de 2025; 20:00 | Escorpiones de Belén | 0:0 | Inter de San Carlos | Polideportivo de Belén, Belén, Heredia |  |
|                            |                      |     |                     | Asistencia: 2500 espectadores          |  |

| 4 de mayo de 2025; 13:00 | Inter de San Carlos | 1:0(1:0) (Global 1:0) | Escorpiones de Belén | Estadio de Pital, Pital, Alajuela |                               |
|                          | Carlos Villegas 13' |                       |                      | Asistencia: 3000 espectadores     | Asistencia: 3000 espectadores |

### Final Clausura

#### Inter San Carlos - Fútbol Consultants
| 12 de mayo de 2025; 19:00 | Fútbol Consultants  | 1:1(0:1) | Inter de San Carlos | Ernesto Rohrmoser, Pavas, San José |                             |
|                           | Wilson González 46' |          | Diego Díaz 11'      | Árbitro(s): Marianela Araya        | Árbitro(s): Marianela Araya |

| 18 de mayo de 2025; 11:00 | Inter de San Carlos                                                           | 0:0(0:0;0:0) (t. s.)(4:5 p.)(Global 1:1) | Fútbol Consultants                                                            | Estadio de Pital, Pital, Alajuela                        |  |
|                           |                                                                               |                                          |                                                                               | Asistencia: 2300 espectadores Árbitro(s): Keylor Herrera |  |
|                           |                                                                               | Tiros desde el punto penal               |                                                                               |                                                          |  |
|                           | - José Alvarado - Dayron Sánchez - Axel Bustos - Álvaro Aguilar - Daniel Díaz |                                          | - Héctor Vásquez - Dario Delgado - Yordy Urbina - Andy Reyes - Carlos Cordero |                                                          |  |

### Gran Final Ascenso

#### Fútbol Consultants - Guadalupe F.C.
| 23 de mayo de 2025; 20:00 | Guadalupe F.C.            | 1:1 (1:1) | Fútbol Consultants       | "Coyella" Fonseca, Guadalupe, San José                    |                                                           |
|                           | Giovanni Clunie 38' (pen) |           | Carlos Cordero 30' (pen) | Asistencia: 2000 espectadores Árbitro(s): Benjamín Pineda | Asistencia: 2000 espectadores Árbitro(s): Benjamín Pineda |

| 1 de junio de 2025; 11:00 | Fútbol Consultants | 1:2 (1:1;0:1) (t. s.)(Global 2:3) | Guadalupe F.C.                          | Ernesto Rohrmoser, Pavas, San José                       |                                                          |
|                           | Raúl López 72' ·   |                                   | Dylan Barrantes 19' · Bryan Vargas 105' | Asistencia: 2700 espectadores Árbitro(s): Keylor Herrera | Asistencia: 2700 espectadores Árbitro(s): Keylor Herrera |

#### Final - Ida
| 1     | POR   | Rodiney Leal       |     |
| 2     | DEF   | René Miranda       |     |
| 4     | DEF   | Kenneth Guzmán     |     |
| 12    | DEF   | David Herrera      | 89' |
| 16    | DEF   | Lautaro Ayala      | 57' |
| 17    | MED   | Kenneth Carvajal   | 74' |
| 20    | MED   | Dylan Barrantes    |     |
| 6     | MED   | Emmanuel Chacón    | 74' |
| 10    | DEL   | Elián Morales      |     |
| 9     | DEL   | Giovanni Clunie    | 74' |
| 14    | DEL   | Sleyker Ruiz       | 65' |
| D. T. | D. T. | Fernando Palomeque |     |

| 1     | POR   | Yordy Hodelin     |     |
| 24    | DEF   | Albin Benneth     |     |
| 4     | DEF   | Dario Delgado     |     |
| 23    | DEF   | Walter Ramírez    | 81' |
| 18    | DEF   | Jordin Urbina     |     |
| 5     | MED   | Héctor Vásquez    |     |
| 15    | MED   | Carlos Cordero    |     |
| 12    | MED   | Randy Ramírez     |     |
| 14    | MED   | Mathías Clausen   | 45' |
| 11    | DEL   | Joshua Parra      | 71' |
| 9     | DEL   | Raúl López        | 60' |
| D. T. | D. T. | Yunielys Castillo |     |

| 25 | DEF | Adrián Cheves         | 57' |
| 7  | DEL | Isaac París           | 65' |
| 8  | MED | Sergio Núñez          | 74' |
| 15 | DEL | Aymar Camacho         | 74' |
| 23 | MED | Bryan Vargas          | 74' |
| 30 | DEF | José Gabriel Carvajal | 89' |

| 10 | MED | Esteban Rodríguez     | 45'   |
| 7  | DEL | Andy Reyes            | 60'   |
| 17 | DEL | Dylan Alpízar         | 71'   |
| 3  | DEF | Fabián Garita         | 81'   |
| 7  | MED | Bandera de Costa Rica | Entró |

| 38' (pen) | Giovanni Clunie | 1:1 |

| 30' (pen) · | Carlos Cordero | 0:1 |

| 1' · 22' · 29' · 53' · 64' · 70' · | Dylan Barrantes Kenneth Guzmán Lautaro Ayala Emmanuel Chacón Sleyker Ruiz Isaac Paris |

| Principal  | Benjamín Pineda |
| Asistentes | Víctor Ramírez  |
|            | Luis Núñez      |

| 1     | POR   | Rodiney Leal       |     |
| 2     | DEF   | René Miranda       |     |
| 4     | DEF   | Kenneth Guzmán     |     |
| 12    | DEF   | David Herrera      | 89' |
| 16    | DEF   | Lautaro Ayala      | 57' |
| 17    | MED   | Kenneth Carvajal   | 74' |
| 20    | MED   | Dylan Barrantes    |     |
| 6     | MED   | Emmanuel Chacón    | 74' |
| 10    | DEL   | Elián Morales      |     |
| 9     | DEL   | Giovanni Clunie    | 74' |
| 14    | DEL   | Sleyker Ruiz       | 65' |
| D. T. | D. T. | Fernando Palomeque |     |

| 1     | POR   | Yordy Hodelin     |     |
| 24    | DEF   | Albin Benneth     |     |
| 4     | DEF   | Dario Delgado     |     |
| 23    | DEF   | Walter Ramírez    | 81' |
| 18    | DEF   | Jordin Urbina     |     |
| 5     | MED   | Héctor Vásquez    |     |
| 15    | MED   | Carlos Cordero    |     |
| 12    | MED   | Randy Ramírez     |     |
| 14    | MED   | Mathías Clausen   | 45' |
| 11    | DEL   | Joshua Parra      | 71' |
| 9     | DEL   | Raúl López        | 60' |
| D. T. | D. T. | Yunielys Castillo |     |

| 25 | DEF | Adrián Cheves         | 57' |
| 7  | DEL | Isaac París           | 65' |
| 8  | MED | Sergio Núñez          | 74' |
| 15 | DEL | Aymar Camacho         | 74' |
| 23 | MED | Bryan Vargas          | 74' |
| 30 | DEF | José Gabriel Carvajal | 89' |

| 10 | MED | Esteban Rodríguez     | 45'   |
| 7  | DEL | Andy Reyes            | 60'   |
| 17 | DEL | Dylan Alpízar         | 71'   |
| 3  | DEF | Fabián Garita         | 81'   |
| 7  | MED | Bandera de Costa Rica | Entró |

| 38' (pen) | Giovanni Clunie | 1:1 |

| 30' (pen) · | Carlos Cordero | 0:1 |

| 1' · 22' · 29' · 53' · 64' · 70' · | Dylan Barrantes Kenneth Guzmán Lautaro Ayala Emmanuel Chacón Sleyker Ruiz Isaac Paris |

| Principal  | Benjamín Pineda |
| Asistentes | Víctor Ramírez  |
|            | Luis Núñez      |

| 1     | POR   | Rodiney Leal       |     |
| 2     | DEF   | René Miranda       |     |
| 4     | DEF   | Kenneth Guzmán     |     |
| 12    | DEF   | David Herrera      | 89' |
| 16    | DEF   | Lautaro Ayala      | 57' |
| 17    | MED   | Kenneth Carvajal   | 74' |
| 20    | MED   | Dylan Barrantes    |     |
| 6     | MED   | Emmanuel Chacón    | 74' |
| 10    | DEL   | Elián Morales      |     |
| 9     | DEL   | Giovanni Clunie    | 74' |
| 14    | DEL   | Sleyker Ruiz       | 65' |
| D. T. | D. T. | Fernando Palomeque |     |

| 1     | POR   | Yordy Hodelin     |     |
| 24    | DEF   | Albin Benneth     |     |
| 4     | DEF   | Dario Delgado     |     |
| 23    | DEF   | Walter Ramírez    | 81' |
| 18    | DEF   | Jordin Urbina     |     |
| 5     | MED   | Héctor Vásquez    |     |
| 15    | MED   | Carlos Cordero    |     |
| 12    | MED   | Randy Ramírez     |     |
| 14    | MED   | Mathías Clausen   | 45' |
| 11    | DEL   | Joshua Parra      | 71' |
| 9     | DEL   | Raúl López        | 60' |
| D. T. | D. T. | Yunielys Castillo |     |

| 25 | DEF | Adrián Cheves         | 57' |
| 7  | DEL | Isaac París           | 65' |
| 8  | MED | Sergio Núñez          | 74' |
| 15 | DEL | Aymar Camacho         | 74' |
| 23 | MED | Bryan Vargas          | 74' |
| 30 | DEF | José Gabriel Carvajal | 89' |

| 10 | MED | Esteban Rodríguez     | 45'   |
| 7  | DEL | Andy Reyes            | 60'   |
| 17 | DEL | Dylan Alpízar         | 71'   |
| 3  | DEF | Fabián Garita         | 81'   |
| 7  | MED | Bandera de Costa Rica | Entró |

| 38' (pen) | Giovanni Clunie | 1:1 |

| 30' (pen) · | Carlos Cordero | 0:1 |

| 1' · 22' · 29' · 53' · 64' · 70' · | Dylan Barrantes Kenneth Guzmán Lautaro Ayala Emmanuel Chacón Sleyker Ruiz Isaac Paris |

| Principal  | Benjamín Pineda |
| Asistentes | Víctor Ramírez  |
|            | Luis Núñez      |

| 1     | POR   | Rodiney Leal       |     |
| 2     | DEF   | René Miranda       |     |
| 4     | DEF   | Kenneth Guzmán     |     |
| 12    | DEF   | David Herrera      | 89' |
| 16    | DEF   | Lautaro Ayala      | 57' |
| 17    | MED   | Kenneth Carvajal   | 74' |
| 20    | MED   | Dylan Barrantes    |     |
| 6     | MED   | Emmanuel Chacón    | 74' |
| 10    | DEL   | Elián Morales      |     |
| 9     | DEL   | Giovanni Clunie    | 74' |
| 14    | DEL   | Sleyker Ruiz       | 65' |
| D. T. | D. T. | Fernando Palomeque |     |

| 1     | POR   | Yordy Hodelin     |     |
| 24    | DEF   | Albin Benneth     |     |
| 4     | DEF   | Dario Delgado     |     |
| 23    | DEF   | Walter Ramírez    | 81' |
| 18    | DEF   | Jordin Urbina     |     |
| 5     | MED   | Héctor Vásquez    |     |
| 15    | MED   | Carlos Cordero    |     |
| 12    | MED   | Randy Ramírez     |     |
| 14    | MED   | Mathías Clausen   | 45' |
| 11    | DEL   | Joshua Parra      | 71' |
| 9     | DEL   | Raúl López        | 60' |
| D. T. | D. T. | Yunielys Castillo |     |

| 25 | DEF | Adrián Cheves         | 57' |
| 7  | DEL | Isaac París           | 65' |
| 8  | MED | Sergio Núñez          | 74' |
| 15 | DEL | Aymar Camacho         | 74' |
| 23 | MED | Bryan Vargas          | 74' |
| 30 | DEF | José Gabriel Carvajal | 89' |

| 10 | MED | Esteban Rodríguez     | 45'   |
| 7  | DEL | Andy Reyes            | 60'   |
| 17 | DEL | Dylan Alpízar         | 71'   |
| 3  | DEF | Fabián Garita         | 81'   |
| 7  | MED | Bandera de Costa Rica | Entró |

| 38' (pen) | Giovanni Clunie | 1:1 |

| 30' (pen) · | Carlos Cordero | 0:1 |

| 1' · 22' · 29' · 53' · 64' · 70' · | Dylan Barrantes Kenneth Guzmán Lautaro Ayala Emmanuel Chacón Sleyker Ruiz Isaac Paris |

| Principal  | Benjamín Pineda |
| Asistentes | Víctor Ramírez  |
|            | Luis Núñez      |

#### Final - Vuelta
| 25    | POR   | Yordy Hodelin     |      |
| 23    | DEF   | Walter Ramírez    | 81'  |
| 18    | DEF   | Jordy Urbina      |      |
| 24    | DEF   | Albin Benneth     |      |
| 4     | DEF   | Dario Delgado     |      |
| 10    | MED   | Esteban Rodríguez | 105' |
| 5     | MED   | Héctor Vásquez    |      |
| 15    | MED   | Carlos Cordero    | 45'  |
| 12    | DEL   | Randy Ramírez     |      |
| 7     | DEL   | Andy Reyes        | 57'  |
| 11    | DEL   | Joshua Parra      | 57'  |
| D. T. | D. T. | Yunielys Castillo |      |

| 99    | POR   | Rodiney Leal       |     |
| 2     | DEF   | René Miranda       | 90' |
| 4     | DEF   | Kenneth Guzmán     |     |
| 18    | DEF   | Leonel Peralta     |     |
| 17    | DEF   | Kenneth Carvajal   |     |
| 6     | MED   | Emmanuel Chacón    | 68' |
| 13    | MED   | Léster Ramírez     | 75' |
| 20    | MED   | Dylan Barrantes    |     |
| 10    | MED   | Elián Morales      | 68' |
| 14    | DEL   | Sleyker Ruíz       | 61' |
| 9     | DEL   | Giovanni Clunie    |     |
| D. T. | D. T. | Fernando Palomeque |     |

| 14 | MED | Mathías Clausen | 45'  |
| 9  | DEL | Raúl López      | 57'  |
| 16 | MED | Elvis Casanova  | 57'  |
| 22 | DEL | Benjamín Ocampo | 81'  |
| 3  | MED | Fabián Garita   | 105' |

| 7  | DEL | Isaac París     | 61' |
| 22 | DEL | Jostin Tellería | 68' |
| 16 | DEF | Lautaro Ayala   | 68' |
| 12 | DEL | Adrián Chevez   | 75' |
| 5  | MED | Sergio Núñez    | 90' |
| 23 | MED | Bryan Vargas    | 97' |

| 72' | Raúl López | 1:1 |

| 19' · 105' | Dylan Barrantes Bryan Vargas | 0:1 1:2 |

| 42' · 98' · 101' · 105' · | Kenneth Guzmán Lautaro Ayala Kenneth Carvajal Bryan Vargas |

| 117' | Bryan Vargas |

| Principal | Keylor Herrera |

| 25    | POR   | Yordy Hodelin     |      |
| 23    | DEF   | Walter Ramírez    | 81'  |
| 18    | DEF   | Jordy Urbina      |      |
| 24    | DEF   | Albin Benneth     |      |
| 4     | DEF   | Dario Delgado     |      |
| 10    | MED   | Esteban Rodríguez | 105' |
| 5     | MED   | Héctor Vásquez    |      |
| 15    | MED   | Carlos Cordero    | 45'  |
| 12    | DEL   | Randy Ramírez     |      |
| 7     | DEL   | Andy Reyes        | 57'  |
| 11    | DEL   | Joshua Parra      | 57'  |
| D. T. | D. T. | Yunielys Castillo |      |

| 99    | POR   | Rodiney Leal       |     |
| 2     | DEF   | René Miranda       | 90' |
| 4     | DEF   | Kenneth Guzmán     |     |
| 18    | DEF   | Leonel Peralta     |     |
| 17    | DEF   | Kenneth Carvajal   |     |
| 6     | MED   | Emmanuel Chacón    | 68' |
| 13    | MED   | Léster Ramírez     | 75' |
| 20    | MED   | Dylan Barrantes    |     |
| 10    | MED   | Elián Morales      | 68' |
| 14    | DEL   | Sleyker Ruíz       | 61' |
| 9     | DEL   | Giovanni Clunie    |     |
| D. T. | D. T. | Fernando Palomeque |     |

| 14 | MED | Mathías Clausen | 45'  |
| 9  | DEL | Raúl López      | 57'  |
| 16 | MED | Elvis Casanova  | 57'  |
| 22 | DEL | Benjamín Ocampo | 81'  |
| 3  | MED | Fabián Garita   | 105' |

| 7  | DEL | Isaac París     | 61' |
| 22 | DEL | Jostin Tellería | 68' |
| 16 | DEF | Lautaro Ayala   | 68' |
| 12 | DEL | Adrián Chevez   | 75' |
| 5  | MED | Sergio Núñez    | 90' |
| 23 | MED | Bryan Vargas    | 97' |

| 72' | Raúl López | 1:1 |

| 19' · 105' | Dylan Barrantes Bryan Vargas | 0:1 1:2 |

| 42' · 98' · 101' · 105' · | Kenneth Guzmán Lautaro Ayala Kenneth Carvajal Bryan Vargas |

| 117' | Bryan Vargas |

| Principal | Keylor Herrera |

| 25    | POR   | Yordy Hodelin     |      |
| 23    | DEF   | Walter Ramírez    | 81'  |
| 18    | DEF   | Jordy Urbina      |      |
| 24    | DEF   | Albin Benneth     |      |
| 4     | DEF   | Dario Delgado     |      |
| 10    | MED   | Esteban Rodríguez | 105' |
| 5     | MED   | Héctor Vásquez    |      |
| 15    | MED   | Carlos Cordero    | 45'  |
| 12    | DEL   | Randy Ramírez     |      |
| 7     | DEL   | Andy Reyes        | 57'  |
| 11    | DEL   | Joshua Parra      | 57'  |
| D. T. | D. T. | Yunielys Castillo |      |

| 99    | POR   | Rodiney Leal       |     |
| 2     | DEF   | René Miranda       | 90' |
| 4     | DEF   | Kenneth Guzmán     |     |
| 18    | DEF   | Leonel Peralta     |     |
| 17    | DEF   | Kenneth Carvajal   |     |
| 6     | MED   | Emmanuel Chacón    | 68' |
| 13    | MED   | Léster Ramírez     | 75' |
| 20    | MED   | Dylan Barrantes    |     |
| 10    | MED   | Elián Morales      | 68' |
| 14    | DEL   | Sleyker Ruíz       | 61' |
| 9     | DEL   | Giovanni Clunie    |     |
| D. T. | D. T. | Fernando Palomeque |     |

| 14 | MED | Mathías Clausen | 45'  |
| 9  | DEL | Raúl López      | 57'  |
| 16 | MED | Elvis Casanova  | 57'  |
| 22 | DEL | Benjamín Ocampo | 81'  |
| 3  | MED | Fabián Garita   | 105' |

| 7  | DEL | Isaac París     | 61' |
| 22 | DEL | Jostin Tellería | 68' |
| 16 | DEF | Lautaro Ayala   | 68' |
| 12 | DEL | Adrián Chevez   | 75' |
| 5  | MED | Sergio Núñez    | 90' |
| 23 | MED | Bryan Vargas    | 97' |

| 72' | Raúl López | 1:1 |

| 19' · 105' | Dylan Barrantes Bryan Vargas | 0:1 1:2 |

| 42' · 98' · 101' · 105' · | Kenneth Guzmán Lautaro Ayala Kenneth Carvajal Bryan Vargas |

| 117' | Bryan Vargas |

| Principal | Keylor Herrera |

| 25    | POR   | Yordy Hodelin     |      |
| 23    | DEF   | Walter Ramírez    | 81'  |
| 18    | DEF   | Jordy Urbina      |      |
| 24    | DEF   | Albin Benneth     |      |
| 4     | DEF   | Dario Delgado     |      |
| 10    | MED   | Esteban Rodríguez | 105' |
| 5     | MED   | Héctor Vásquez    |      |
| 15    | MED   | Carlos Cordero    | 45'  |
| 12    | DEL   | Randy Ramírez     |      |
| 7     | DEL   | Andy Reyes        | 57'  |
| 11    | DEL   | Joshua Parra      | 57'  |
| D. T. | D. T. | Yunielys Castillo |      |

| 99    | POR   | Rodiney Leal       |     |
| 2     | DEF   | René Miranda       | 90' |
| 4     | DEF   | Kenneth Guzmán     |     |
| 18    | DEF   | Leonel Peralta     |     |
| 17    | DEF   | Kenneth Carvajal   |     |
| 6     | MED   | Emmanuel Chacón    | 68' |
| 13    | MED   | Léster Ramírez     | 75' |
| 20    | MED   | Dylan Barrantes    |     |
| 10    | MED   | Elián Morales      | 68' |
| 14    | DEL   | Sleyker Ruíz       | 61' |
| 9     | DEL   | Giovanni Clunie    |     |
| D. T. | D. T. | Fernando Palomeque |     |

| 14 | MED | Mathías Clausen | 45'  |
| 9  | DEL | Raúl López      | 57'  |
| 16 | MED | Elvis Casanova  | 57'  |
| 22 | DEL | Benjamín Ocampo | 81'  |
| 3  | MED | Fabián Garita   | 105' |

| 7  | DEL | Isaac París     | 61' |
| 22 | DEL | Jostin Tellería | 68' |
| 16 | DEF | Lautaro Ayala   | 68' |
| 12 | DEL | Adrián Chevez   | 75' |
| 5  | MED | Sergio Núñez    | 90' |
| 23 | MED | Bryan Vargas    | 97' |

| 72' | Raúl López | 1:1 |

| 19' · 105' | Dylan Barrantes Bryan Vargas | 0:1 1:2 |

| 42' · 98' · 101' · 105' · | Kenneth Guzmán Lautaro Ayala Kenneth Carvajal Bryan Vargas |

| 117' | Bryan Vargas |

| Principal | Keylor Herrera |

|                                                                 |
| Campeón Segunda División 2024-25 Guadalupe F.C Primer título 1° |

## Estadísticas

### Máximos goleadores 2024-2025
Lista con los máximos goleadores de la competencia.
Datos actualizados a 21 de enero de 2025 y según página oficial.
| Núm. | Jugador         | Equipo              | Goles |
| ---- | --------------- | ------------------- | ----- |
| 1.º  | Andrés Jiménez  | Deportivo Upala     | 22    |
| 2.º  | Fabián Chaves   | Quepos Cambute      | 20    |
| 2.º  | Carlos Villegas | Inter de San Carlos | 20    |
| 3.º  | Jairo Arrieta   | Jicaral             | 14    |
| 4.º  | José Alvarado   | Inter de San Carlos | 12    |